# Avenida José Paulino
A Avenida José Paulino é a principal avenida de Paulínia, município brasileiro do estado de São Paulo. Se inicia na SP-332, passando pelo centro da cidade e terminando nessa mesma via. A avenida é sede de inúmeros estabelecimentos comerciais e bancários, principalmente entre as avenidas Aristóteles Costa e José Lozano Araújo, que fazem parte do centro expandido de Paulínia.

## História
Até 1975 o trecho da atual pista centro-bairro da avenida que existia entre as avenidas Aristóteles Costa e Getúlio Vargas era conhecido como rua do Comércio, o trecho entre as avenidas Presidente Getúlio Vargas e José Lozano Araújo era avenida Campinas, o trecho entre a Avenida José Lozano Araújo e a região do atual bairro Recanto do Lago era conhecido como estrada para Campinas, SP-332 e pista bairro-centro do primeiro trecho era chamada Avenida José Paulino. Nesse ano foi aprovado um projeto de lei que alterou a denominação desses trechos para o nome atual.